# Dagon Beverages Company Limited
Die Dagon Beverages Company Limited (DBCL) ist eine Bierbrauerei in Myanmar, die 1998 im Rahmen eines Joint Ventures gegründet wurde. Sie befindet sich auf einem 27,2 ha großem Gelände im Shwepyithar Township, Yangon.
Der jährliche Bierausstoß der Brauerei liegt bei ca. 330.000 Hektolitern.

## Geschichte
Die Dagon Beverages Company Limited (DBCL) entstand 1998 im Rahmen eines Joint Ventures der Myanmar Economic Corporation (50 %), Brew Invest (Bermuda) Ltd (35 %) und Myanmar Golden Star Co. (15 %). Die Myanmar Economic Corporation ist ein in Besitz von Militärs befindliches halbstaatliches Unternehmen, Myanmar Golden Star gehört dem Unternehmer Thein Tun.

## Produkte
- DAGON Lager Beer (Markteinführung 1998)
- DAGON Extra Strong Beer (Markteinführung 2005)
- DAGON Super Beer (Markteinführung 2016)
- DAGON Light Lager Beer (Markteinführung 2016)
- DAGON Malta Fresh (Markteinführung 2011)
- DAGON Lemon Sparkling (Markteinführung 2015)
- DAGON Fresh Soda (Markteinführung 2013)
- DAGON Rum 3 years (Markteinführung 2011)
- DAGON Rum 7 years (Markteinführung 2011)
- DAGON Gin (Markteinführung 2015)

Die Produkte haben einen 13-prozentigen Anteil am gesamten Bierverkauf in Myanmar. Die Biersorten werden in Flaschen, Dosen und Mehrwegfässern angeboten. Der Flascheninhalt beträgt 640 ml, die der Dosen 330 bzw. 500 ml und die der Mehrwegfässer 20 bzw. 30 l. Die Softdrinks werden in 250- bzw. 330-ml-Dosen abgefüllt, die Rum- und Ginsorten in 350- bzw. 700-ml-Flaschen.